# Manuel Espinosa Cano
Manuel Espinosa Cano (Cádiz, España, 14 de octubre de 1956) es un exfutbolista español.

## Clubes
| Club               | País   | Año       |
| ------------------ | ------ | --------- |
| C. D. San Fernando | España | 1974-1977 |
| Real Jaén          | España | 1977-1980 |
| R. C. D. Español   | España | 1980-1983 |
| C. D. Castellón    | España | 1983      |
| Hércules C. F.     | España | 1983-1988 |
| Pontevedra C. F.   | España | 1988-1989 |
| Torrevieja C. F.   | España | 1989-1990 |
| Yeclano C. F.      | España | 1990-1991 |